# Pepino
Pepino egy község Spanyolországban, Toledo tartományban. Pepino Talavera de la Reina, Segurilla, Cervera de los Montes, San Román de los Montes és Cazalegas községekkel határos. Lakosainak száma 3259 fő (2024).

## Népesség
A település népessége az utóbbi években az alábbiak szerint változott:
| Lakosok száma | 981  | 1460 | 1902 | 2270 | 2643 | 2643 | 2809 | 3055 | 3003 | 3259 |
|               | 2001 | 2004 | 2007 | 2009 | 2012 | 2014 | 2017 | 2019 | 2022 | 2024 |